# Martin Hoffmann (Kulturmanager)
Martin Hoffmann (* 1960 in Lünen, Westfalen) ist ein deutscher Kulturmanager und Russland-Lobbyist. Er war langjähriger Geschäftsführer des 2023 aufgelösten Petersburger Dialogs und ist geschäftsführendes Vorstandsmitglied des Deutsch-Russischen Forums.

## Werdegang
Martin Hoffmann studierte an der Westfälischen Wilhelms-Universität Münster Slawistik und Geschichte, 1986 für ein halbes Jahr in Moskau. Ab 1990 arbeitete Hoffmann als Leiter für Seminar- und Bildungsreisen mit den Länderschwerpunkten Russland und China. Im Jahr 1992 wechselte Hoffmann zum Verein für deutsch-russische Beziehungen Arge-Ost, wo er die Informationsmesse „Deutsche Kulturtage“ in verschiedenen russischen Regionen organisierte, unter anderem in den Städten Kursk, Nischni Nowgorod und Kaliningrad. Im Jahr 1995 übernahm Hoffmann die Geschäftsführung beim Deutsch-Russischen Forum, ab 2001 wurde er als geschäftsführendes Mitglied in den Vorstand gewählt. Darüber hinaus war Hoffmann bis 2023 Geschäftsführer des Petersburger Dialogs.
Mitte Oktober 2024 berichteten die Tagesschau und Die Zeit über eine gemeinsame Reise von Hoffmann mit dem ehemaligen Vorsitzenden des Deutsch-Russischen Forums, Matthias Platzeck, und dem letzten Vorsitzenden des Petersburger Dialogs, Ronald Pofalla, ins aserbaidschanische Baku. Dort trafen sie sich mit dem ehemaligen Ministerpräsidenten Russlands Wiktor Subkow, dem russischen Sonderbeauftragten für kulturelle Angelegenheiten im Ausland Michail Schwydkoj, dem Vorsitzenden des russischen Präsidialamts für Menschenrechte Waleri Fadejew und dem Botschafter der Russischen Föderation in Aserbaidschan, Michail Ewdokimow. Ziel des konspirativen Treffens war die Wiederbelebung der deutsch-russischen Beziehungen unter dem Banner des Petersburger Dialogs.
Martin Hoffmann wohnt in Berlin-Wilmersdorf.

## Positionen und Kritik
In seiner Funktion als geschäftsführender Vorstand des Deutsch-Russischen Forums nahm Martin Hoffmann gleich zu Beginn des Russisch-Ukrainischen Krieges im Dezember 2014 eine russlandfreundliche Position ein und wurde deshalb als „Putinversteher“ kritisiert. So lehnte er im ARD-Morgenmagazin die Sanktionen des Westens infolge der russischen Annexion der Krim 2014 als „absolut kontraproduktiv“ ab und bezeichnete sie als „eine Geste … des Überlegenden (sic!) an den Unterlegenden (sic!)“. Stattdessen sollten „positive Räume der Zusammenarbeit“ geschaffen werden. Als Beispiel nannte er den „berühmten Raum von Lissabon nach Wladiwostok, den man ausbauen und den man füllen könnte“. Hierbei verwendete Hoffmann eine Formulierung des damaligen russischen Ministerpräsidenten Wladimir Putin, der 2010 zur Schaffung einer eurasischen Freihandelszone aufrief.
Im Zeit-Podcast unter dem Titel Warum denken sie das? / Deutsch-russische Beziehung im Streitgespräch mit dem CDU-Politiker Dieter Dombrowski nahm Hoffmann im Juli 2022 einen relativistischen Standpunkt ein. Es gebe keine objektive Wahrheit, nur die Narrative zweier Seiten. Seine Auffassung dazu hatte Hoffmann bereits 2015 ausformuliert: „Beide Erzählungen sind in sich absolut kohärent, logisch aufgebaut, sie sind in großen Teilen beweisbar, es gibt jeweils viele Zitate und Wissenschaftler, die angeführt werden.“ Allerdings müsse man aus diesen parallelen Narrativen ausbrechen, um die Kommunikation miteinander wieder aufnehmen zu können. Der Westen solle laut Hoffmann seine Arroganz beiseitelassen und stattdessen an einer „gemeinsamen Erzählung arbeiten, die uns aus dieser Krise herausführt“.

## Auszeichnungen
Im Jahr 2009 wurde Martin Hoffmann der russische Orden der Freundschaft verliehen. Hoffmann bekam die Auszeichnung für seinen „großen Beitrag zur Festigung der Freundschaft und der Zusammenarbeit zwischen Russland und Deutschland“.